# Acanthoscelis
Acanthoscelis is een geslacht van kevers uit de familie van de loopkevers (Carabidae). De wetenschappelijke naam van het geslacht is voor het eerst geldig gepubliceerd in 1825 door Dejean.

## Soorten
Het geslacht Acanthoscelis is monotypisch en omvat slechts de volgende soort:
- Acanthoscelis ruficornis (Fabricius, 1801)